# Moe Odins Æresløp
Moe Odins Æresløp även kallat Klosterskogens Elitlöp, är ett travlopp för kallblodstravare som körs på Klosterskogen Travbane i Skien i Norge varje år under våren. Det är ett minneslopp tillägnat den norska kallblodshästen Moe Odin. Loppet är öppet för kallblod som har tjänat minst 1 miljon norska kronor. Loppet körs över distansen 2100 meter med autostart. Förstapris i loppet är 200 000 norska kronor.
Första upplagan av loppet kördes den 18 april 1987. Premiärupplagan vanns av Alm Svarten, som kom att vinna loppet fyra år i rad.

## Vinnare
| År   | Häst            | Kusk               | Tränare            | Tid    |
| ---- | --------------- | ------------------ | ------------------ | ------ |
| 2025 | Stumne Fyr      | Ole Johan Östre    | Merete Viksås      | 1.23,0 |
| 2024 | Tangen Bork     | Tom Erik Solberg   | Öystein Tjomsland  | 1.22,9 |
| 2023 | Tangen Bork     | Tom Erik Solberg   | Öystein Tjomsland  | 1.23,2 |
| 2022 | Odd Herakles    | Tom Erik Solberg   | Odd Paulsen        | 1.22,3 |
| 2021 | Ulsrud Tea      | Svein Ove Wassberg | Anita Wergeland    | 1.24,4 |
| 2020 | Odd Herakles    | Tom Erik Solberg   | Odd Paulsen        | 1.24,4 |
| 2019 | Moe Brage       | Erlend Rennesvik   | Erlend Rennesvik   | 1.25,2 |
| 2018 | Kleppe Slauren  | Kjetil Djöseland   | Kjetil Djöseland   | 1.23,9 |
| 2017 | Lome Brage      | Per Oleg Midtfjeld | Bengt Erik Persson | 1.22,9 |
| 2016 | Månprinsen A.M. | Gunnar Melander    | Gunnar Melander    | 1.23,1 |
| 2015 | Lannem Silje    | Tor Wollebæk       | Ola M. Skrugstad   | 1.22,4 |
| 2014 | Tekno Odin      | Öystein Tjomsland  | Öystein Tjomsland  | 1.22,3 |
| 2013 | Gylden Balder   | Kai Johansen       | Kai Johansen       | 1.24,8 |
| 2012 | Bork Odin       | Åsbjörn Tengsareid | Åsbjörn Tengsareid | 1.23,2 |
| 2011 | Neslands Loke   | Åsbjörn Tengsareid | Åsbjörn Tengsareid | 1.24,0 |
| 2010 | Moe Brage       | Dagfinn Aarum      | Dagfinn Aarum      | 1.24,0 |
| 2009 | Åsajerven       | Tor Wollebæk       | Tor Wollebæk       | 1.22,1 |
| 2008 | Björkeelden     | Eirik Höitomt      | Eirik Höitomt      | 1.26,2 |